# Herbert Stadler

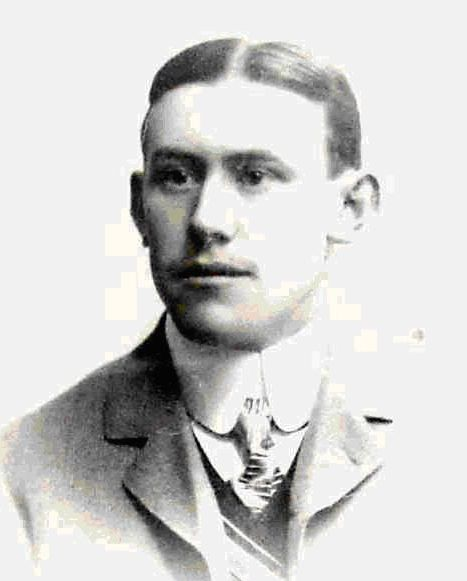
Stadler als Altelsässer

Herbert Stadler (* 30. April 1880 in Mülhausen; † 17. Februar 1943 in Berlin) war ein deutscher Verwaltungsjurist und Oberbürgermeister von Kassel.

## Leben
Stadlers Vater Adolf Stadler war Kurator der  Kaiser-Wilhelms-Universität. Nach dem Abitur am protestantischen Gymnasium in Straßburg  immatrikulierte er sich an der Universität Straßburg für Rechtswissenschaft. Am 5. November 1898 wurde er im Corps Palaio-Alsatia aktiv. Als Fuchs und Einjährig-Freiwilliger diente er ab dem 1. April 1899 im  1. Unter-Elsässischen Infanterie-Regiment Nr. 132. In seinem Corps nach einem Jahr recipiert, bewährte er sich als Fuchsmajor und Senior. Am 24. Juli 1902 bestand er die Erste Juristische Staatsprüfung. Nach dem Referendariat in Köln, Straßburg und Colmar absolvierte er 1906 ebenfalls in Straßburg die Große Staatsprüfung.

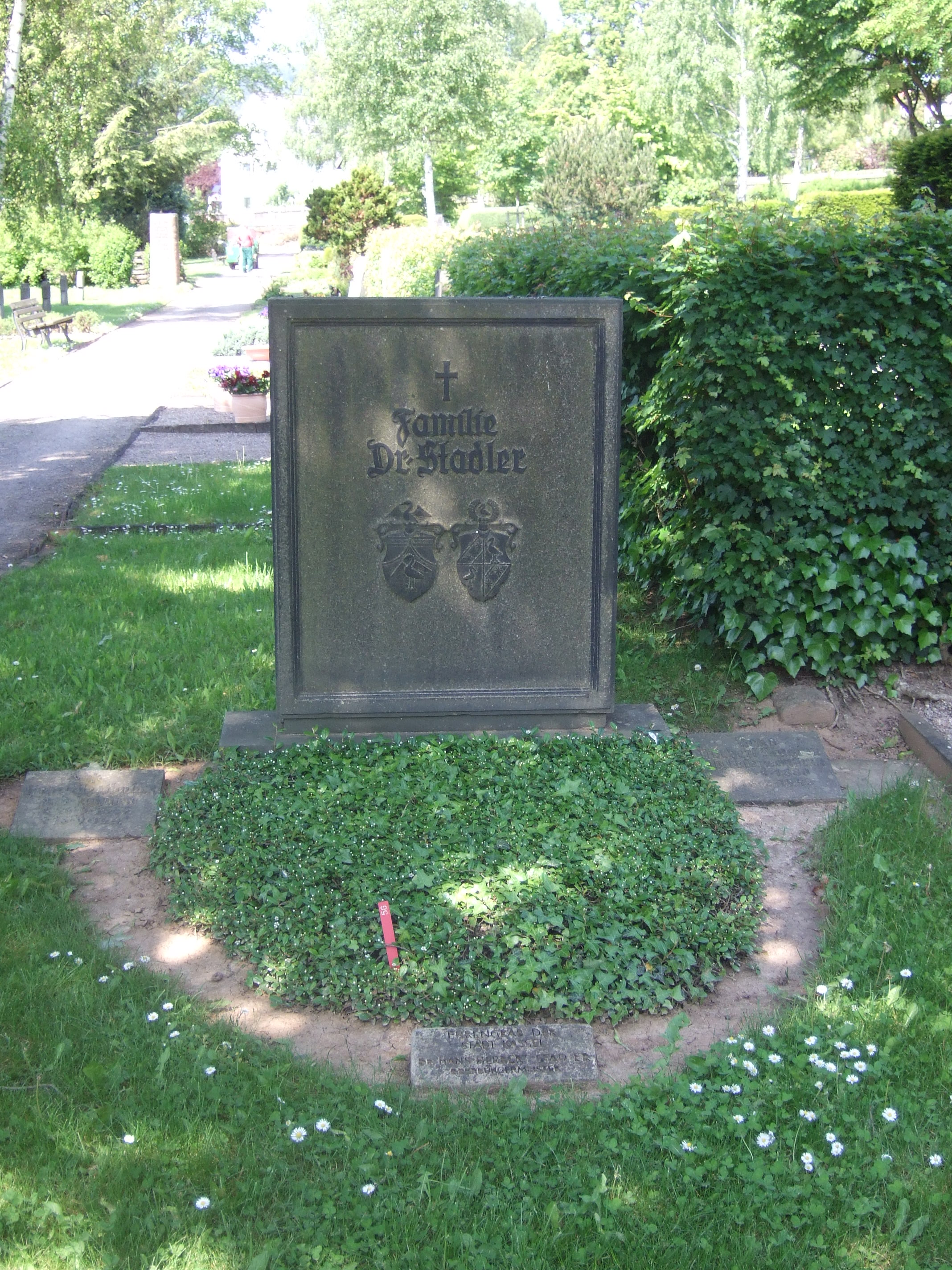
Grab von Herbert Stadler auf dem Friedhof Kirchditmold

Noch im selben Jahr trat er in die innere Verwaltung des Reichslandes Elsaß-Lothringen. Als Regierungsassessor war er bei der Stadtverwaltung Mülhausen und bei den Kreisdirektionen vom Kreis Molsheim und vom Landkreis Straßburg. Als Hilfsarbeiter kam er an die Ministerialabteilung des Innern in Straßburg. Er wurde stellvertretender Kreisdirektor im Kreis Saargemünd (1912), Kreisdirektor im Kreis Gebweiler und Polizeidirektor in Metz (1917).
Als Hauptmann des IR 132 war er im  Ersten Weltkrieg unabkömmlich gestellt. Noch vor dem Waffenstillstand von Compiègne wurde er am 1. November 1918 von der französischen Regierung aus Elsass-Lothringen ausgewiesen. Bis Oktober 1920 war er Reichskommissar der Vertriebenenfürsorge für Elsass-Lothringen in Freiburg im Breisgau. Als Ministerialrat kam er an das Reichsministerium des Innern und an das Reichsministerium für Wiederaufbau. 1923 wechselte er aus dem Reichsdienst in die innere Verwaltung des  Freistaats Preußen. Er wurde am 1. April 1923 Regierungsvizepräsident im Regierungsbezirk Kassel und am 1. Oktober 1925 Oberbürgermeister von Kassel. Roland Freisler, damals Vorsitzender der NSDAP-Stadtverordnetenfraktion in Kassel, zwang ihn nach der Reichstagswahl März 1933 zum Rücktritt. Vier Jahre vor Ablauf der zwölfjährigen Amtszeit schied Stadler am 24. März aus dem Amt. Bis 1943 war er Verbandsvorsteher des  Sparkassen- und Giroverbandes für Hessen und Nassau.
Auf dem Spittelmarkt überfahren, starb Stadler mit 63 Jahren. Auf dem Friedhof von Kirchditmold erhielt er ein Ehrengrab. Er hinterließ seine Frau Henny geb. Lahusen (Tochter von Diedrich Lahusen) und zwei  Adoptivkinder. Der Dichter und Literaturwissenschaftler Ernst Stadler (1883–1914) war sein jüngerer Bruder.

## Ehrungen
- Eisernes Kreuz am weißen Bande
- Dienstauszeichnung Baden
- Dienstauszeichnung Bayern
- Dr. rer. pol. h. c. der Staatswissenschaftlichen Fakultät der Philipps-Universität Marburg (anlässlich der 400-Jahr-Feier)